# Mokhomba
Mokhomba est une ville du Botswana.